# Raymond Hauge
Raymond Hauge (* 18. Januar 1971) ist ein norwegischer Poolbillardspieler.

## Karriere
Seinen ersten internationalen Erfolg erreichte Raymond Hauge bei der EM 1993 mit dem Gewinn der Bronze-Medaille im 8-Ball.
Ein Jahr später wurde er Dritter im 8-Ball und im 9-Ball.
Zudem gewann er 1994 bei der Euro-Tour dreimal Bronze; bei den Brunswick Open, den Danish Open und bei Swiss Open.
Bei der EM 1995 erreichte Hauge den erneut den dritten Platz im 8-Ball.
Im November desselben Jahres wurde er Dritter bei den Finland Open.
Im Juli 2001 kam Hauge bei der 9-Ball-WM auf den 81. Platz.
2003 erreichte er bei der EM den 17. Platz im 14/1 endlos und den 81. Platz bei der 9-Ball-WM.
Im März 2004 wurde Hauge bei der Europameisterschaft Siebzehnter im 8-Ball und im 9-Ball.
Im Juli erreichte er bei der 9-Ball-WM den 17. Platz.